# Pierre Longhi
Pour les articles homonymes, voir Longhi.
Ne doit pas être confondu avec Pietro Longhi.
Pierre Longhi, né le 23 août 1909 à Corte en Corse, mort le 31 juillet 1942 à Auschwitz, est un militant et homme politique communiste, maire adjoint de Montreuil-sous-Bois, conseiller général, responsable du parti pour la région Paris-Est puis opposant au pacte germano-soviétique, résistant, mort en déportation à Auschwitz.

## Biographie
Né en 1909 en Corse, Pierre Longhi est le fils d'un forgeron et ferronnier d'art.

### Apprenti, ouvrier, engagement politique
Pierre Longhi est reçu premier au certificat d'études primaires, puis devient apprenti mécanicien. Il travaille ensuite dans différentes entreprises parisiennes, dans le 12e et le 20e arrondissements. Il adhère aux Jeunesses communistes et au Parti communiste en août 1927. En novembre suivant, il est ajusteur mécanicien à la cartoucherie de Vincennes. 
Syndiqué, il est archiviste de la Fédération en juin 1929, secrétaire des Jeunesses communistes la même année, collabore à La Tribune fédérale des établissements militaires. Il effectue son service militaire dans la cavalerie, en 1930-1931, au 18e régiment de chasseurs à cheval. 

### Responsable et élu communiste
Il devient secrétaire adjoint de la Fédération nationale vers 1932. Pressenti en janvier 1933 pour être envoyé à l'École léniniste internationale à Moscou, Longhi refuse pour « des raisons particulières », ce qui est peu apprécié de la direction du PC.
À partir de 1933, Longhi se consacre à plein temps à l'activité politique. En mai 1935 il est élu conseiller municipal puis maire adjoint de Montreuil-sur-Seine. Le mois suivant, il est élu conseiller général du département de la Seine.

### Rupture avec la direction du parti
Il devient le secrétaire du Parti communiste pour la région Paris-Est, mais arrête toute activité politique après la signature du pacte germano-soviétique et prend ses distances avec le parti, finalement interdit en France fin 1939 et devenu clandestin. Selon un rapport de police de 1941, il « passait auprès des militants de ce parti pour un renégat ».
Au début de la Seconde Guerre mondiale, Pierre Longhi est mobilisé en octobre 1939 dans l'artillerie, d'abord à Toulouse, puis dans l'est. En février 1940, il est déchu de ses différents mandats politiques. Il est replié dans le Cher en juillet 1940, puis démobilisé le mois suivant.

### Résistant, déporté
Il retrouve du travail en septembre 1940 à la Cartoucherie de Vincennes. Profondément antifasciste et hostile aux Allemands, il rejoint la Résistance en 1941 ou 1942, comme agent de liaison entre Paris et la Nièvre où son frère Jean Longhi coordonne les maquis.
La police allemande l'arrête le 28 avril 1942, après avoir reçu des renseignements de la police française. Il est emmené au camp de Compiègne. Il fait partie du convoi du 6 juillet 1942, dit convoi des 45000, pour l'Allemagne, et arrive le 8 juillet à Auschwitz. Transféré temporairement à Auschwitz-Birkenau, il est ramené le 13 juillet à Auschwitz, où il meurt le 24 août 1942 selon les registres du camp, mais c’est le 31 juillet 1942 qui a été retenu par les services français d’état civil.

## Hommages
Pierre Longhi est solennellement honoré à Montreuil-sous-Bois le 11 novembre 1945.
Son nom est donné à une cellule du PC, est inscrit sur plusieurs stèles commémoratives, mais la direction du PC refuse de l'associer aux principaux hommages du parti.
Il est promu sergent à titre rétroactif, et déclaré « mort pour la France ».